# Владислав III Јагелонац
Владислав III Јагелонац (31. октобар 1423, Краков — 10. новембар 1444, Варна) био је пољски владар. Отац му је био литванско-пољски краљ Владислав II Јагело, а мајка Софија Халшинска.
Дана 25. јула 1434. године Владислав је крунисан, али је крунисање било прекинуто од непријатељски настројених племића. Владислављева пуна титуле гласила је: Владислав, милошћу Божјом краљ Пољске, Угарске, Хрватске, Сандомјежа, Кракова, Сиерадза, Ленчице, Кујавије, велики кнез Литве, господар Помераније и Рутеније. За време његовог малолетства регент му је био краковски бискуп и кардинал Збигњев Олесницки, мајка и други саветници. Збигњев је злоупотребљавао свој положај, тако што се мешао у државне послове, које Владислав није радио, и тиме прекршио споразум, који је Владислав потписао са племићима.
Године 1438. парламент је Владислава прогласио пунолетним, али сплетке су се наставиле. Владислав коначно 1440. године успева да уз помоћ папе добије угарску круну и он постаје Владислав I. Владислав је све своје непријатеље у Угарској сломио до 1442. године, али у Пољској долази до негодовања племића, због тога што овај занемарује ситуацију у Пољској.
У јесен је, заједно са Јаношем Хуњадијем и српским деспотом Ђурђем Бранковићем, покренуо велику офанзиву. Са војском од око 30.000 људи, у којој су били заступљени најразличитији балкански народи, они су заузели Ниш и Софију и само је оштра зима спречила ову војску да не пређе преко планине Балкан и удари на саму турску престоницу, Једрене. Османски султан Мурат II је сада био приморан да са Владиславом склопи сегедински мир, којим му остаје само Бугарска.
Папски легат Јулијан Цезарини навео је краља да прекрши мир и он је на јесен 1444. године, кренуо у против Турака са на брзину сакупљеном војском. Веровало се да ће хришћанска флота спречити превоз султана у Европу, али он није могла спречити Ђеновљане да за само 1 златник по глави превезу Турке, који су у бици код Варне 10. новембра уништили хришћане. Погинуо је и сам краљ Владислав.

## Престолонаследник Пољске
Дана 25. априла 1425. године краљ Јагело је сазвао сабор у Бжешћу Кујавском, где је 5 дана касније Владислав изабран за престолонаследника, јер се племство надало да ће од Јагела због тога добити низ нових привилегија, али у јуну 1426. на конгресу у Ленчици, Јагело одбија то да уради, па чак и поништава избор Владислава за престолонаследника, али на конгресу русинског племства у Халицу, 17. јуна, Владислав је и даље сматран престолонаследником. У априлу 1432. на конгресу у Сиерадзу, пољски магнати признају права Владислава и Казимира, његовог брата за наследнике.

## Краљ Пољске

### Долазак на престо
Дана 1. јуна 1434. године Јагело је умро, а његово дело је било доведено у питање јер се већ 13. јула исте године образовао савез Малопољских племића против краља, па чак су и сазвали конгрес у Опатовији. Вођа побуњеника је био племић Спитко од Мелштена и Ђерслав од Ретвијана, који су хтели на престо да доведу доброг и разборитог витеза, Зјемовита Мезовског. Владислав је крунисан за пољског краља 25. јула.
Бискуп Кракова, Збигњев Олеснички, некако успева да наговори одметнике на покајање и предају. После овога Владиславу је донекле био осигуран престо. После тога су неколико дана били одржавани сабори, да би се изабрао нови краљ. Ту је Владислав, на једвите јаде, победио. Он је крунисан круном са драгуљима 25. јула у Краковској катедрали. Владислав је, због тога што је био нејако дете, имао више регента, а најмоћнији од њих био је Зјемовит, који је био дефакто краљ, а одржао се на тој позицији пошто је Владислав био без ауторитета, али Софија, Владислављева мајка се плашила да би Зјемовит могао узурпирати, па чак и свргнути Владислава и преузети власт.

### Рат против Тевтонаца
Године 1435. Владислав је напао Тевтонце, али је, 1. септембра, поражен у бици код Швидругела и изгубио је Ливонију, за то време су Татари освојили Велкомјерш.
После овог пораза 31. децембра дошло је до тевтонско-пољског уговора у Бжешћу Кујавском. На овај сабор дошли су многи угледни племићи, као нпр. велики војвода Литваније, Жигмунд, Зјемовит, војвода од Слупска, бискуп Збигњев итд, а до уговора је дошло у Бжешћкој цркви. Услови мира испуњени су 1437. године; Гродно је предато Тевтонцима, а Тевтонци су признали суверенитет Пољске над Великом кнежевином Литванијом.

### Грађански рат
Године 1437. шљахта је склопила Сиерадску конфедерацију против бискупа Збигњева и магната. После овога побуњеник Ђерслав од Ретвијана је по ноћи, у уторак, 25. фебруара 1438. године освојио замак Аушвиц, масакрирао његове становнике и похарао га. После овог освајања он је опсео Тошек, али су његову не спремну и уморну војску напали краљеви људи и потпуно разбили. Они побуњеници који нису били убијени, били су заробљени.
Вацлав, цешински кнез, је после овога извршио инвазију на град Војковице и на Аушвиц, али је био поражен.

### Рат у Бохемији
Дана 20. априла исте године је у новом Корчену сазван државни сабор, који је потрајао неколико дана. На том сабору је исказано велико незадовољство због владавине бискупа Збигњева и Зјемовита Мазовског. На овом састанку је одлучено да се помогне краљевом брату Казимиру да освоји власт у Бохемији, али против овог рата је био Жигмунд, велики кнез Лутваније.
Овај рат је, без обзира на татарску инвазију у Подолији, почео још истог месеца. Овај рат се завршио неуспешно и угарско-немачки краљ Алберт се 29. јуна крунисао за краља Бохемије.
Иако поражен Казимир је био енергичан па се рат наставио 20. септембра великом експедицијом и разарањем Шлезије, али 23. септембра пољска војска је доживела пораз, али то ништа није значило, јер се сад Казимир, 2. октобра, крунисао за краља Бохемије и његови вазали су сада постали кнежеви Аушвица: Вацлав, Пшемислав и Јан IV, а од 6. октобра и кнезови Ополе: Болеслав Глоговски, Бернард, Јан и Никола, као и Вацлав Пшемисл, војвода Опаве и Раћиборже, 18. октобра. Сви они су били приморани да плаћају данак Казимиру као свом врховном господару. После дугог ратовања пољске трупе су се у новембру повукле из Опаве.

### Владавина пунолетног Владислава
Дана 16. децембра 1438. на сабору у Пиотркову Владислав је проглашен пунолетним.
Већ у мају 1439. дошло је до не задовољства Хусиста у Бохемији, па је избола велика побуна Хусиста, али пољска војска већ 3. маја разбоја побуњенике код Гротника и у бици гине коловођа побуне, Спитко од Млештена.
Дана 20. марта 1440. године умро је велики кнез Литваније, Жигмунд, а Владислав је у мају у Литванију послао свог брата Казимира, који је 29. јуна исте године преузео власт, у Литванији. У априлу, када је краљ отишао у Угарску, племићи су одржали састанак у Сончу, да би ојачали своју моћ током краљевог одсуства.
Потом је 29. августа одржан конгрес у Корчену, на којем је бискуп олеснички безуспешно убеђивао племство да крене у Угарску у помоћ Владиславу.
Иако је био одсутан краљу су остали верни кнежеви Аушвица, због тога што им је, 21. октобра, дао град Затор, али касније су, пошто им краљ није дао ништа друго, стали на страну узурпатора Вацлава, кнеза Освенцимског, који је освојио дворац Барвалд. 9. јануара 1441. године, Вацлав, кнез Аушвица, се вратио Владиславу на 4 седмице, јер му је краљ обећао да ће га наградити за верну службу, али та лојалност се завршила тек у марту.
Године 1441. Владислав је издао две повеље, којима даје привилегије Гродну и Краковском универзитету.
У априлу 1442. године сазван је конгрес у Сиерадзу. Овим конгресом племићи су хтели позвати Владислава да оконча борбе у Угарској и да га упозоре на турско спремање против Ердеља.
Дана 26. августа 1444. године на конгресу у Пиотркову, Владислав је позвао пољско племство да се врати под његову врховну власт, али се сада против краља и његовог канцелара Јана Грушчинског окренуо брат Казимир, па је краљ помагао Болеславу Варшавском у борби против Казимира, који је опседао град Дрохичин. Опсада још није била завршена када је склопљен мир, којим се Болеслав повлачи из Подласије у замену за 6.000 прашких гроша.

## Краљ Угарске

### Избор за краља
Дана 27. октобра 1439. године је умро Алберт Немачки, а већ у зиму бискуп олеснички је понудио Мађарима персоналну унију.
Угарска је због Албертове смрти упала у нову, тешку кризу и била је једно време потпуно искључена из сваког рачуна за војничке подвиге већег стила.
Тада на престо дође Албрехтова жена Јелисавета помоћу које је он и освојио круну. Ускоро су људи преким оком гледали како се на краљевском двору бане рођаци Јелисаветини. Уз то је мањкао одговор на питање: ко ће водити војску, кад на Угарску и Хрватску навале Турци? У такво доба мора државом управљати јуначки владар, а не слаба жена. - Ова брига доведе угарско-хрватске великаше 1. јануара 1440. године на будимски сабор. Да не би морали збацити Јалисавету, они јој предложише да се поново уда.
За престо се јављало више кандидата. Српски деспот Ђурађ Бранковић озбиљно је помишљао, да његов најмлађи син Лазар постане угарски владар, тако, што би се оженио Албертовом удовицом. Краљица је одбила ту комбинацију као немогућу већ због верских разлога; али је дивно чудо како је Ђурађ могао поверовати да би на то пристали угарски барони и високи католички клир. Наговором Ладислава Горјанског избор паде на Владислава, који још увек није напунио 16 година.
Краљица за то није хтела да чује, па побеже у Вишеград. Онамо пође за њом гроф Улрих Цељски, који је наговори, нека барем привидно попусти пред молбама својих великаша. Под вођством бана Матка Таловца крену 18. јануара из Будима посланство и дође 24. јануара у Краков, да се Владиславу понуди рука Јелисаветина. Владислав се дуго опирао тој женидби. Но великаши га упозоре, да то траже виши државни интереси. Они му доказиваху да једино као пољско-угарски краљ може спасити хришћанство од сигурне пропасти, па је, тешка срца, 6. фебруара Владислав пристао на то. Међутим је краљица 22. фебруара родила сина Ладислава Посмрчета, који је касније имао да наследе дедову и очеву круну. После овога краљица шаље у Краков изасланство да не пристаје на удају и 15. маја 1440. крунише Ладислава у Сегешфехервару круном Светог Стефана, док други знакови власти (јабука, мач и двоструки крст) беху лажни. Присутни племићи се поклонише Ладиславу, законитом краљу своме. Овде бејаху присутни: Улрих Цељски, Никола Илочки и Бартол Франкопан. Крунисање је обавио острогонски надбискуп Дионизије Сеч; он је миропомазао младог краља, а уместо краља заклетву је је дала његова мајка.
Владислав је 8. марта склопио уговор са угарском изасланицима у Спишу. Владислав се обавезао, да ће: 1. потврдити све привилегије; 2. да ће, без откупнине, вратити све спишке градове, које је краљ Жигмунд, давно, дао његовом оцу; 3. пољском војском бранити Угарску од свих спољашњих непријатеља; краљици Варвари, удовици Жигмундовој, онемогућити повратак на двор; 5. признати Ладислава Посмрчета својим наследником, не буде ли од Јелисавете имао сина. Владислав стога у априлу креће у Угарску. На позив својих присталица краљ, 19. маја, уђе у Будим, где се 29. јуна одржао државни сабор, на који су дошли и Јелисаветини рођаци: Ладислав Горјански и Дионизије Сеч. Племићи прогласише ништавним крунисање малолетног Ладислава, због тога једногласно краљем изабраше Владислава. После овог предаде краљу палатин Ловро Хедервар исправу, коју је са својим печатима оверило 88 великаша; међу којима је био и Никола Илочки, који је издао краљицу Јелисавету.
Сутрадан се опазило да је круне нестало из ковчега, у коме се чувала. Круну је наиме већ у фебруару, за краљицу украла дадиља њене кћери, Јелена Котанерица, па Владислав није могао да се крунише круном Светог Стефана, али сабор одлучи да ће Владислава крунисати круном, која се налазила у гробници Светог Стефана. Том круном је, Владислав, крунисан у Сегефехеварској катедрали, од стране острогонског надбискупа Дионизија Сеча. Владислав је на крунисању примио име Владислав I Јагелонац.
Између присталица два Ладислава настале су дуге препирке коме од њих управо припада власт и те препирке претиле су да се извргну у опасна непријатељства.
Турски султан Мурат II није, наравно, дао чекати на се. Он је у пролеће 1440. пао с војском под Београд, а у исто време упутио је своје чете да харају по Бачкој и Банату. Из саме Угарске није се могло ничем надати. Београдска посада, ипак, храбро је издржала опсаду од пуних шест месеци захваљујући томе, што јој Турци нису могли пресећи све везе преко воде и захваљујући неустрашивости вранског приора Иваниша Таловца, који је град бранио пушкама. У јесен султан је, изгубивши 17.000 људи, морао да се повуче. Његова војска уграбила је, међутим, преко Саве и Дунава богат плен. „За једне чизме су продавали једну робињу. И ја убоги сам за 100 аспри узео једног дивног младића“, бележи Ашик паша Заде.
Турски вазал Стефан Вукчић Косача, је наставио своје ратовање против Босне, без обзира на турски пораз. Он је крајем 1440. године освојио Омиш с областима Неретве и Пољице. Неретва остаде под Стефановом влашћу, али Омиш и Пољица су почетком 1444. године пали под млетачку власт.

### Рат Владислава и Ладислава
У Угарској деспот није био пријатељ Владислава, а ни Владислав није марио много деспота. Ту затегнутост појачавало је нарочито то, што је деспотов зет Улрих Цељски био један од главних вођа угарске легитимистичке опозиције. Ђурађ се у мају 1440. уклонио из Угарске, па је са подручја свог зета прешао у млетачку област, па је после тога лутао по приобаљу Јадранског мора и на крају се морао помирити са Владиславом, који је био у тај мах једини, који је имао разумевање за турску опасност и сопствених рачуна да је покушају отклонити.
Јелисавета одлучи да ће свом сину силом освојити власт у Угарској, а круну повери римско-немачком краљу Фридриху Хабзбуршком, кога учини Ладислављевим тутором. Ладислављеве чете су биле састављене од хусиста из Бохемије. Јелисаветин капетан снага Јан Јискра је запосео словаче жупаније, које су признале Ладислава за краља.
Јелисавета је много помоћи очекивала од хрватске, и овде су доиста уз њу пристали Цељски, Горјански, Франкопани, Курјаковићи кнежеви, као и Јанош Корођ и Владислав Титушевић, господар Блиње. Мачвански бан Ладислав Горјански је на јесен прикупио војску и похитао преко Драве у помоћ Јелисавети, али Горјански би, у новембру, разбијен код Баташека (код Мохача), где га дочекаше кнез Никола Илочки и северински бан Јанош Хуњади. Ова победа је обрадовала Владислава, па он именује Јаноша војводом Ердеља и жупаном Темишварским. Никола Илочки сада постаде мачвански бан уместо разбијеног Ладислава. После овога Владислав у фебруару 1441. године осваја Естергом.
Да се одржи у северној и западној Угарској, Јелисавета је морала много трошити на хусисте. Зато је у сваки свој град ставила по део свог блага. Ово је било успешно, па је Јан Витовец (Јан Јискра или „пан Јан") сабрао нову војску. За то време у напад на Цељске грофове је кренуо Кренуо Стефан Банфи од Лендаве са краљевском краљевском војском, али га је 1. марта, Витовец потуче код Сомбора, где је погинуло 15.000 Владислављевих људи. Нато Јан крене у западну Угарску, где се налазио и сам краљ. У даљим борбама је Јан однео победу код Косице. После овога се краљ, код Суботишта, измирио са грофовима Цељским 19. априла или 19. августа. Овим примирјем је угушен устанак у Хрватској, али се у Угарској наставио грађански рат, иако је Владислав хтео да се измири са Јелисаветом.
Дана 1. септембра, краљ је опсео Косицу, али се морао повући са опсаде још истог дана. Потом, 15. октобра, Владислав губи Кезмарк, а, у новембру, после једномесечне опсаде, успева да одбрани Тирнаву.
После дугих борби је, коначно, 15. или 16. децембра 1442. године, склопљен мировни споразум у Ђеру, између два Ладислава, којим је Елизабета признала Владислава за краља, али 19. децембра, Елизабета је напрасно умрла. Препотствља се да је отрована од стране Владислава, па је добила дизентерију. Овом смрћу, Ђерски уговор је престао да важи. Њене присталице: Ладислав Горјански, Јан Јискра и Дионизије Сеч, наставише ратовање помоћу краља Фридриха, али је у лето 1443. године дошло до двогодишњег мира са њима.
Угарски унутрашњи нереди беху се већ прилично слегли пошто је опозиција била војнички скрхана. Краљ Владислав је и сам дошао на мисао, да мора против Турака предузети енергичније мере, а ту су му мисао препоручивали и многи пријатељи из земље и са стране. Заједничка мржња на Турке приближила је краља и деспота. Као главни чинилац ратоборног расположења код Мађара јавља се Јанош Хуњади, краљев најјачи ослонац и у унутрашњој и у спољашњој политици.

### Дуга војна

#### Успеси Јаноша Хуњадија
Јанош Хуњади, или у српским народним песмама познатији као Сибињанин Јанко, био је влашког порекла, син једног племића Војка, коме је краљ Сигисмунд 1409. год. поклонио град Хуњад. Млади Јанко служио је једно време у војсци деспота Стевана, па је после деспотове смрти дошао краљу Сигисмунду. Био је сав војник. Њему се уписује у заслугу да је знатно разрадио војничку организацију Угарске, коју је краљ Сигисмунд изводио последњих година свога живота. Њега је 1441. год. поставио краљ Владислав за заповедника јужне границе са седиштем у Београду, који су Турци и те године безуспешно опседали. Чим је дошао на своју нову дужност Јанко је постао активан. Већ у јесен 1441. извршио је он један залет дубоко у Србију и потукао је војску намесника Иса-бега, која је хтела да му пресече пут и отме плен. Да би могли пратити кретања Мађара око Београда подигли су Турци 1442. год. на Авали град, са кога се имао широк преглед целе области све до Дунава.

#### Проповеди о крсташком рату
Од те године почеше се све чешће и са више страна дизати гласови, да је потребно образовати једну велику хришћанску лигу против Турака. Нарочито су били активни Јовановци с Родоса, угрожавани од Муслимана из Египта. Они су зазивали у помоћ папу и западне силе молећи их да не дозволе пропаст хришћана. У том смислу изјашњавала се и Дубровачка република, предлажући не само заједничку одбрану, него и заједнички напад, и то и са копна и са мора. Помоћ је стално тражила и Византија. Услед грађанског рата, који је настао због династичких сплетака, Цариград се у пролеће 1442. налазио у озбиљној опасности. Папа је сматрао за своју дужност да помогне пријатеље, који му недавно беху признали врховну духовну власт. И прешао је са свим својим ауторитетом, да се хришћански савез оствари. Одличног помагача нашао је у речитом и одушевљеном кардиналу Јулијану Цезаринију. Овај енергични човек успео је, да током 1442. год. потпуно утиша све противнике у Угарској и да тамо распламти ратнички дух.
Да Цезарини постигне потпун успех допринели су и сами Турци. Једна њихова војска под вођством бега Мезида, беше продрла преко Влашек у Ердељ до Мориша, где је поразила Хуњадија, који је ускоро скупио нову војску, коју су сачињавали сељаци из Ђулафахервара и Хуњади их је у марту 1442. пресрео и сасвим разбио. Другу победу однео је Јанош у септембру на Јалосиници, у Влашкој, победивши самог румелиског беглергеба Шехабедила, који је водио на 80.000 војске. Те две победе силно дигоше дух код Мађара. Хуњади постаде прослављен витез и нада хришћанства. Наше народне песме славе га скоро као каква нашег јунака. Сви људи од акције беху стекли уверење, да ове турске поразе треба искористити до краја и проширити успехе. Сам султан, изненађен првим поразом и заузет борбом с Караманима у Малој Азији, пожури да склопи мир. Већ у јулу налазио се његов посланик у Будиму. Али без успеха. Деспот својим личним утицајем и новцем, кардинал Цезарини и Хуњади са ратничком странком претегоше. Они су хтели безуветан наставак рата, сматрајући султанову понуду као знак слабости. Папа Евгеније је прогласио крсташки рат против Турака већ 1. јануара 1443. године, а 28. јула објавио је опрост грехова свима, који буду штогод допринели за рат против Турака, а Владислава је прогласио браниоцем вере. После угарске победе у Влашкој упути папа о новој години 1443. нову булу саопштавајући, да за победу хришћанске ствари жртвује петину својих прихода. Крајем фебруара 1443. угарски сабор у Будиму донесе одлуку, да се почне велика офанзива, коју ће водити сам краљ. Кад маја месеца стигоше гласови о турским поразима у Малој Азији и кад се чак пронела вест, да је султан, поражен, умро на неком острву, ствар осетно крену на боље. Хуњади је постао толики оптимиста, да је у једном писму деспоту изрицао наду, како Турци, уплашени гласовима да на њих иде војска од 30.000 коњаника, неће смети ни да сачекају кришћане, него ће, остављајући градове и сва добра, нагнути преко мора. „Турска држава никад није била тако стешњена и очајна као што је сад“, казивало је то писмо с пуно уверења.

#### Рат
Крајем јуна 1443. издате су прве наредбе, да се хришћанска војска упућује према Београду, а сам краљ кренуо је на југ месеца септембра. С њим су ишли деспот и Хуњади. За деспота се прича, да није жалио средстава да би само скупио што више и што бољу војску. Број ратника ценио се на 25.000 коњаника и стрелаца. С хришћанима пристаде и влашки војвода Дракул, који се беше одметнуо од султана. Сам краљ је кренуо из Будима већ 9. августа. Крајем септембра или почетком октобра прешла је хришћанска војска Дунав код Београда и ставила се под вођство искусног деспота. Уз деспота је било око 8.000 српских бораца, а придружио му се и сребренички војвода Петар Ковачевић са 600 коњаника. Напредовање је, са великим одушевљењем, ишло веома брзо. Хришћанска авангарда од 12.000 коњаника, коју је водио Хуњади, поразила је 3. новембра Турке у пољу испред Алексинца и Ниша, омевши им ту концентрацију војске. Овај пораз силно је збунио Турке и на бојном пољу и у залеђини. Они задуго после тога нису били способни за већи отпор. 1. децембра Софија је била пала у хришћанске руке, а продирање се наставило и даље. Међутим, пред добро утврђеним кланцима Средње Горе морало се стати, јер су Турци код Златице, 12. децембра, спремили снажан отпор, који није разбијен у боју, 15. децембра. А. Иширков мисли, да је до хришћанско-турског сукоба дошло пред Момином Клисуром, преко које су хришћани мислили да заобиђу јаке турске положаје у Трајановим Вратима. Због зиме која је настала, незгодног снабдевања, и овог отпора хришћани су прекинули даљу офанзиву и 16. децембра, почели повлачење. Турци су покушали да хришћанима при одступању задају што више удараца, али су код Мелштице, 24. децембра, и Куновице, 2. или 5. јануара 1444. године, претрпели поново тешке поразе. Нарочито је овај други био осетан. Турци су га приписивали издаји тесалског заповедника Турхан-паше, који да је био у вези са деспотом.
Између савезника избиле су поводом повлачења велике несугласице. Деспот је био против повлачења, нарочито ако буде узео бржи темпо. Бојао се, да се тим не изгубе и моралне и територијалне тековине рата и да се не да Турцима могућности, да се боље припреме за борбе на том истом подручју. Он се сав залагао, да војска преко зиме остане бар у Србији. Одатле, пошто је свршила половину великог посла, она на пролеће може наставити са акцијом, пошто се не мора све почињати изнова. Он се обавезивао, да ће се сам бринути за снабдевање војске, а нудио је и 100.000 дуката новчане потпоре. Хтео је да на сваки начин задржи тек ослобођену Србију. Али Мађари, изморени и истрошени, и са духом кондотјера, који су после свршеног посла хтели одмора, нису никако пристајали на то. Они похиташе да се врате у Угарску. Крајем јануара 1444. цела војска, с краљем и деспотом, скупила се у Београду и око њега и одмах прелазила даље, а краљ се већ у фебруару налазио у Будиму.

#### Последице
Хришћанска победа изазвала је многе наде у балканских народа. Неки од њих дигоше се на оружје. Новобрђани дигоше устанак, али беше брзо савладани. Нешто више успеха постиже Скендер-бег, у Албанији, где је подигао до 30.000 бораца. У њему, рано потурченом, било се већ раније пробудило старо верско, а донекле и народно осећање. Оставивши Турке и ислам он се био вратио у своје албанске планине. Сада, на глас о победи хришћана, он заузе Кроју и поче огорчену борбу против Турака. Брат византијског цара, деспот Константин Драгаш, поче ослобађање Пелопонеза, а у исто време изби устанак и у Тесалији. Изгледало је једно време, да је цео Балкан устао против Турака и да неће требати много, па да се европска Турска потпуно потпали. Али је основни предуслов за то био тај, да се почета акција развија с планом, у дугом даху, а да не добија карактер импровизоване експедиције, која поред свих привремених успеха, није могла изменити општег положаја.

### Даље акције против Турака
У априлу 1444. донесено је на будимском сабору решење, да се настави борба против Турака, и то са копненим снагама и са флотом. И доиста, 22. јуна кренула је из Млетака флота од 16 галија, 8 папских и 8 Републичиних, а две недеље доцније пошла је за њима и армада бургундског војводе. Та је флота имала задатак, да једним делом спречава прелазак турске војске из Мале Азије у Европу, а другим да на Дунаву помаже прелазак савезника на турско подручје. Уз савезничке лађе имала се придружити и грчка флота, а папа је звао хришћанске државе Балкана да саставе своју флоту.
Прошлогодишња војна и ове спреме, о којима су се шириле сваковрсне вести, беху веома уплашиле султана Мурата. Он стога реши, да што пре понуди савезницима мир, вољан на велике уступке. За посредника изабра своју мудру жену Мару, деспотову кћер. Већ у марту ишао је један калуђер преко Дубровника и Сплита носећи Марине поруке оцу. Султан је нудио да деспоту поврати целу Србију какву је држао деспот Стеван. Жељан отаџбине, хтећи да Србији уштеди нова крвопролића и пустошења, која јој не би донела ништа више од оног што се већ нудило, деспот је брзо пристао на преговоре. Да би за мир придобио и Хуњадија, главу ратничке странке, деспот му је уступио неколико својих поседа у Угарској. У Сегедину, 13. јула, заузимањем њих двојице, би склопљен мир на десет година. По том миру деспоту би повраћена Србија са 24 града, међу којима беху Ново Брдо, Голубац и Крушевац. Султан је пристао да плати 100.000 флорина одштете и обавезао се уз то, да помаже краља Владислава са 25.000 војника у борбама против његових непријатеља. Једини уступак учињен султану био је тај, да му је Србија имала и даље плаћати стални годишњи данак.
Нема сумње, да је Хуњади имао право када је тврдио, да се таквим миром постигло више и много сигурније, него једном неизвесном борбом. Али је несумњиво и то, да је овај мир био потребнији Турцима него Мађарима, и да је пресекао једну велику акцију. Сегедински мир је чисто дело деспота Ђурђа. Он је желео да час пре васпостави Србију, држећи да је боље примити то што је већ на длану од оног што тек има неизвесно да дође. Он је видео и наличје рада хришћанске лиге и изгубио је многе илузије. Био је и сит вечитог преговарања, богорађења и свих сплетака, које су пратиле све дотадашње преговоре и спремања. Њему је, већ остарелом, било већ доста и крви и рата. А, што је најглавније, можда се није ни надао неком пресудном успеху знајући стање у Угарској, које је било далеко од тог да буде чвршће грађе од оног у Турској, ма какве иначе биле моменталне прилике у Муратовој царевини.
Одмах по склопљеном миру вратио се деспот у Србију. Већ 22. августа ушао је у Смедерево. Потрудио се одмах да поврати и Зету. Млечани нису пристајали да уступе оно што су били присвојили на Приморју. Бранили су се, да су то освојили не од деспота него од војводе Степана, који је био турски помагач и према том њихов заједнички непријатељ. Степан је, међутим, већ у јесен 1444. имао састанак с деспотом и измирио се с њим. Окружен са свих страна непријатељима, он је бар с деспотом хтео да обнови везе. Учинио је то, сем из старих породичних обзира и личног поштовања, још и стога, што је знао да је деспот, због Сребренице, противник босанског краља. Степан је почетком 1445. год. вратио деспоту цео део Горње Зете с градом Медуном, који је још држао у својој власти. Мало потом, на велико изненађење Млечана и Которана, појавила се пред Новим флота арагонског краља, која је дошла на позив Степанов као важна опомена за Млечане.
Овим миром Турцима је само остала Бугарска, а Влашка је дошла под врховну власт круне Светог Стефана.
Међутим, међу хришћанима избило је велико незадовољство против Сегединског мира. Налазило се, да је обустављена једна величанствена акција, која је у машти представљала сјајне успехе за хришћанску ствар. Тврдило се, да се упустио сигуран плен. Кривица се сваљивала на деспота, коме се пребацивало да је био нестрпљив и себичан и који се једини користио победом. Међу незадовољницима главну реч је водио борбени и речити кардинал Цезарини, који је разгласио вест да је султан отишао у Малу Азију да ратује против караманског емира Ибрахима. Са страшћу средњевековних хришћанских фанатика он је проповедао да се што пре раскине мир. Дата реч и заклетва једном невернику није требало да вежу правог хришћанина, грмео је он, позивајући се на ауторитет цркве. Ратоборне поруке из Италије и активна опозиција Цезаринијевих присталица поколебаше двор да се, 4. августа, одлучи на обнову рата с Турцима. Деспот се за то време упутио у Србију и није се залагао упорно, да спречи ту одлуку. Његов глас не би се, уосталом, много ни слушало, јер је опозиција и ударала углавном на његов утицај при мирољубивом решењу. Нашавши се у Србији он се решио на неутралност. С хришћанима није пошао, јер није хтео да погази уговор и јер није желео да и опет Србија постане ратно подручје, а са Турцима није могао.
Истовремено је у Хелеспонт стигла хришћанска флота да спречи повратак султана из Мале Азије. Обнову рата подржавао је византијски цар.

## Погибија
Хришћанска војска стигла је 20. септембра 1444. у Оршаву и ту почела прелазити Дунав. Кроз Србију се није ишло. Једно због деспотова држања, а друго што се чинило, да је преко Бугарске непосреднији пут за Цариград. Хришћанска војска, већином коњица, бројала је 16.000 људи, којој се код Никопоља придружило 4.000 Влаха, под вођством влашког принца Мирче. Хришћанска војска је на овом путу освојила Видин (септембар), Сузмен (октобар) и Порвадију (6. новембар). Хришћанима се овде није придружио деспот, а није ни Скендер-бегу дозволио пролаз, кроз Србију. За то време Владиславу стигоше вести да је султан разбио хришћанску флоту. Код Варне је дошло до одлучне битке 10. новембра. Са бројном надмоћношћу Турци (у бици учествовало 100.000 Турака) су страховито поразили хришћане и Владислав је на крају битке погинуо тако што су га тешко рањеног Турци оборили са коња и убили, а његов убица је био награђен. Поред Владислава погибоше и многи угледни угарски великаши, међу којима и кардинал Цезарини, као и 2 бискупа. Спасао се Јанош Хуњади са малим бројем војника. Овом битком Мурат је утврдио Турску власт на неколико векова.
Владислав је због тога што је погинуо код Варне добио назив Варненчик. Његовом смрћу је престала постојати друга и последња персонална унија Угарске и Пољске.
Владислав је сахрањен на непознатом месту, али је 1935. године у Варни, на једној хумки, на месту где се водила битка, подигнут кенотаф у Владислављеву част. Владислављев симболичан гроб без посмртних остатака налази се у Краковској катедрали.

## Последице

### У Угарској
Понесен победом султан је љуто казнио све оне, који му се беху замерили. Уплашене јадранске републике, Венеција и Дубровник, похиташе да оправдају своје учешће бацајући сву кривицу на папску курију. Деспот Ђурађ остао је поштеђен. Шта више, имао је и извесног утицаја на Порти. Дубровчани, на пример, захваљују само њему што је султан 1447. год. склопио с њима мир.
Дуго се није веровало, да је Владислав погинуо у бици код Варне. Приповедало се, да Владислав живи у Пољској. То је тврдио и палатин Ловро Хедервар. Због овога су 26. априла 1445. године дошли сви прелати, великаши, племићи и заступници градова у Пешту, да одлуче о судбини Угарске. После дугог расправљања буде донет овај закључак:
Ако се Владислав не врати до 30. маја, или ако дотле посланици - послати у Пољску - не нађу никакве вести о његовом животу, тада ћемо сви признати Ладислава Посмрчета за краља својега.
Посланици из Пољске донесу вест, да Владислав доиста више не живи. У Угарској је с краљевом смрћу настала потпуна пометња. Поново су почели оружани сукоби, разарања и самовлашће. Бискуп Јанош Витез овако је сажео опште стање:
Мера права је насиље. Слепо срљамо у пропаст.
На то се угарске велможе у августу 1445. године запутиле у Беч, да од краља Фридриха траже Ладислава, да га крунишу, тада донесу закључак, да, ако Фридрих не преда круну, рекоше сталежи:
Не сматрамо се више обавезни према Ладиславу, па ће мо према преким потребама краљевства изабрати неког другог за краља свога, који ће краљевство моћи ослободити од досадашњих погибија и невоља.
Фридрих им одговори, да Ладислава не може предати, - јер исто захтеваху и Чеси и Аустријанци, којима је такође био владар, - а ново крунисање није потребно. Сада се за угарски престо јавише два кандидата; један беше бургундски принц Карло Смели, за кога је радио палатин; други кандидат беше краљ Алфонсо V од Арагона. Почетком марта 1446. састаде се у Секешфехервару држани сабор, који огромном већином пристаде за Ладислава; док пак Ладислав не одрасте државом ће управљати губернатор.
Подједно је сабор закључио да ће се казнити цељски грофови, који су наиме починило много злодела у Хрватској за време безвлашћа, пошто су се, кад је почетком 1445. године умро бан Матко Таловац, прогласили „бановима читаве Славоније". Тада је њихов војвода Иваниш Витовес освајао градове загребачке бискупије и вранског приората. Редом је пролећа 1445. године освајао Гумник, Гарић, Рацу, Храстовицу, Горе и оба Пакраца. Приликом јуриша у Хрватској изгубио је Витовец једно око, а приликом одбране Пакраца паде у боју врански приор Иваниш Таловац. После овога заузе Витовец град Ђурђевац, који је припадао Таловцима, али Ђурђевац се дуго држао, али ипак је пао.
Хуњади због овога сабере 15.000 људи и пређе преко Драве у казнену експедицију. У априлу и мају 1446. године, Хуњади је, попут Турчина, пустошио плодну Подравину и Међимурје. Хуњади је четовао такође и у јужној Штајерској, због чега је морао да се оправдава краљу Фридриху, 11. јуна. Хуњади је овим ратом освојио градове: Ђурђевац, Леград и Копривницу, потом је узалуд опседао Вараждин и Чаковац. - Почетком јуна састаде се на Ракошком пољу, код Пеште сабор, да бира губернатора. Сабор је најпре закључио, да свако мора повратити она имања, која је уграбио; нека се одмах поруше оне тврђаве осим оних на граници, које служе за одбрану домовине. Нато је сабор одредио права и дужности губернатора.
Губернатор је имао власт исту као краљ, ипак неће моћи надбискупије и веће опатије делити без знања и слагања својих саветника. Исто тако, неће моћи неког осудити због велеиздаје без пристанка својих држављана, нити такве осуђенике помиловати без захтева прелата, барона и других феудалаца. Надзор над краљевском ризницом био је поверен прелатима и баронима; они су саветовали губернатора како да располаже тим новцем. Губернатор је требало да се залаже са јачање централне власти.
Да би се зауставила анархија, Хуњади је у скупштини сталежа, 6. јуна, изабран за губернатора. Тада је он положио свечану заклетву, да ће поштовати све што је затражила од њега скупштина сталежа, а потом је потврдио своје именовање за губернатора, печатом ердељског војводе. Након тога Хуњади је за бана славоније поставио свог нећака Јаноша Секеља, у народним песмама познатог као „Бановић Секула". Секељ је добио град Ђурђевац и постао управник богате Вранске приорије, али Секељ није био довољно моћан да сруши моћне грофове Цељске, који су се и даље звали бановима Славоније и владали су готово самостално.
Ма колико способан, Јанош није успео да сломи власт барона; ипак је успоставио релативан мир, који му је дозвољавао да се поново прихвати свог важног плана - крсташком рату против Турака.
После постигнутог мира, он је рекао:
Ми који смо до сада једва побеђивали и са штитом, сада против непријатеља користимо мач.

### У Пољској
После погибије краља Владислава дошло је до конгреса пољског племства у Сиерадзу, 23. априла, на коме је Владислављев брат Казимир изабран за краља Пољске и порука је убрзо стигла у Гродно, где се Казимир и налазио. Потом је 30. марта 1446. године дошло до новог конгреса и то у Пиоркову, на коме властела одлучи да круну, у случају Казимировог одбијања, прими Болеслав Варшавски, али 17. септембра казимир је оберучке прихватио понуду племства.
Казимир је потом, у недељу, 4. фебруара 1447. године, са кнезовима Раћиборже и Опаве: Николом и Вацлавом, са кнезовима Аушвица, државним саветницима, господарима Освенцимског, као и са Болеславом Ћешинским, склопио споразум. После тога су похапшени сви Казимирови непријатељи. 2. маја дате су привилегије у Вилњусу, литванским бољарима. Потом је Казимир, 25. јуна крунисан у Вавелској катедрали, а на конгресу у Пиотркову, у августу, он одбија да да нове привилегије племићима.
За време Казимирове владавине државна заједница Литваније и Пољске је доживела процват.

## Породично стабло
| \| \| \| \| \| \| \| \| \| \| \| 8. Гедимин \| \| \| \| \| \| \| \| \| \| \| \| \| \| \| \| \| \| \| \| \| \| \| \| \| \| \| \| \| \| \| \| \| \| \| \| \| \| \| \| \| \| \| \| \| \| \| \| \| \| \| 4. Алгирдас \| \| \| \| \| \| \| \| \| \| \| \| \| \| \| \| \| \| \| \| \| \| \| \| \| \| \| \| \| \| \| \| \| \| \| \| \| \| \| \| \| \| \| \| \| \| \| \| \| \| \| \| \| \| \| \| \| \| \| \| 9. Јевна \| \| \| \| \| \| \| \| \| \| \| \| \| \| \| \| \| \| \| \| \| \| \| \| \| \| \| \| \| \| \| \| \| \| \| \| \| \| \| \| \| \| \| \| \| \| \| \| \| \| \| \| \| \| \| \| \| \| \| \| 2. Владислав II Јагело \| \| \| \| \| \| \| \| \| \| \| \| \| \| \| \| \| \| \| \| \| \| \| \| \| \| \| \| \| \| \| \| \| \| \| \| \| \| \| \| \| \| \| \| \| \| \| \| \| \| \| \| \| \| \| \| \| \| \| \| 10.Alexander I of Tver \| \| \| \| \| \| \| \| \| \| \| \| \| \| \| \| \| \| \| \| \| \| \| \| \| \| \| \| \| \| \| \| \| \| \| \| \| \| \| \| \| \| \| \| \| \| \| \| \| \| \| \| \| \| \| \| \| \| \| \| 5. Улијана Александровна Тверска \| \| \| \| \| \| \| \| \| \| \| \| \| \| \| \| \| \| \| \| \| \| \| \| \| \| \| \| \| \| \| \| \| \| \| \| \| \| \| \| \| \| \| \| \| \| \| \| \| \| \| \| \| \| \| \| \| \| \| \| 11.Anastasia Yuryevna of Halych \| \| \| \| \| \| \| \| \| \| \| \| \| \| \| \| \| \| \| \| \| \| \| \| \| \| \| \| \| \| \| \| \| \| \| \| \| \| \| \| \| \| \| \| \| \| \| \| \| \| \| \| \| \| \| \| \| \| \| \| 1. Владислав III Јагелонац \| \| \| \| \| \| \| \| \| \| \| \| \| \| \| \| \| \| \| \| \| \| \| \| \| \| \| \| \| \| \| \| \| \| \| \| \| \| \| \| \| \| \| \| \| \| \| \| \| \| \| \| \| \| \| \| \| \| \| \| 12.Ivan Olgimuntovich of Halshany \| \| \| \| \| \| \| \| \| \| \| \| \| \| \| \| \| \| \| \| \| \| \| \| \| \| \| \| \| \| \| \| \| \| \| \| \| \| \| \| \| \| \| \| \| \| \| \| \| \| \| \| \| \| \| \| \| \| \| \| 6. Андреј Халшански \| \| \| \| \| \| \| \| \| \| \| \| \| \| \| \| \| \| \| \| \| \| \| \| \| \| \| \| \| \| \| \| \| \| \| \| \| \| \| \| \| \| \| \| \| \| \| \| \| \| \| \| \| \| \| \| \| \| \| \| 13.Agrippina \| \| \| \| \| \| \| \| \| \| \| \| \| \| \| \| \| \| \| \| \| \| \| \| \| \| \| \| \| \| \| \| \| \| \| \| \| \| \| \| \| \| \| \| \| \| \| \| \| \| \| \| \| \| \| \| \| \| \| \| 3. Софија Халшанска \| \| \| \| \| \| \| \| \| \| \| \| \| \| \| \| \| \| \| \| \| \| \| \| \| \| \| \| \| \| \| \| \| \| \| \| \| \| \| \| \| \| \| \| \| \| \| \| \| \| \| \| \| \| \| \| \| \| \| \| 14.Dimitri of Drutsk (possibly Demetrius I Starshy) \| \| \| \| \| \| \| \| \| \| \| \| \| \| \| \| \| \| \| \| \| \| \| \| \| \| \| \| \| \| \| \| \| \| \| \| \| \| \| \| \| \| \| \| \| \| \| \| \| \| \| \| \| \| \| \| \| \| \| \| 7. Alexandra of Drutsk \| \| \| \| \| \| \| \| \| \| \| \| \| \| \| \| \| \| \| \| \| \| \| \| \| \| \| \| \| \| \| \| \| \| \| \| \| \| \| \| \| \| \| |                                                     |  |  |  |  |  |  |  |  |            |  |  |  |
| |                                                     |  |  |  |  |  |  |  |  | 8. Гедимин |  |  |  |
| |                                                     |  |  |  |  |  |  |  |  |            |  |  |  |
| |                                                     |  |  |  |  |  |  |  |  |            |  |  |  |
| |                                                     |  |  |  |  |  |  |  |  |            |  |  |  |
| | 4. Алгирдас                                         |  |  |  |  |  |  |  |  |            |  |  |  |
| |                                                     |  |  |  |  |  |  |  |  |            |  |  |  |
| |                                                     |  |  |  |  |  |  |  |  |            |  |  |  |
| |                                                     |  |  |  |  |  |  |  |  |            |  |  |  |
| | 9. Јевна                                            |  |  |  |  |  |  |  |  |            |  |  |  |
| |                                                     |  |  |  |  |  |  |  |  |            |  |  |  |
| |                                                     |  |  |  |  |  |  |  |  |            |  |  |  |
| |                                                     |  |  |  |  |  |  |  |  |            |  |  |  |
| | 2. Владислав II Јагело                              |  |  |  |  |  |  |  |  |            |  |  |  |
| |                                                     |  |  |  |  |  |  |  |  |            |  |  |  |
| |                                                     |  |  |  |  |  |  |  |  |            |  |  |  |
| |                                                     |  |  |  |  |  |  |  |  |            |  |  |  |
| | 10.Alexander I of Tver                              |  |  |  |  |  |  |  |  |            |  |  |  |
| |                                                     |  |  |  |  |  |  |  |  |            |  |  |  |
| |                                                     |  |  |  |  |  |  |  |  |            |  |  |  |
| |                                                     |  |  |  |  |  |  |  |  |            |  |  |  |
| | 5. Улијана Александровна Тверска                    |  |  |  |  |  |  |  |  |            |  |  |  |
| |                                                     |  |  |  |  |  |  |  |  |            |  |  |  |
| |                                                     |  |  |  |  |  |  |  |  |            |  |  |  |
| |                                                     |  |  |  |  |  |  |  |  |            |  |  |  |
| | 11.Anastasia Yuryevna of Halych                     |  |  |  |  |  |  |  |  |            |  |  |  |
| |                                                     |  |  |  |  |  |  |  |  |            |  |  |  |
| |                                                     |  |  |  |  |  |  |  |  |            |  |  |  |
| |                                                     |  |  |  |  |  |  |  |  |            |  |  |  |
| | 1. Владислав III Јагелонац                          |  |  |  |  |  |  |  |  |            |  |  |  |
| |                                                     |  |  |  |  |  |  |  |  |            |  |  |  |
| |                                                     |  |  |  |  |  |  |  |  |            |  |  |  |
| |                                                     |  |  |  |  |  |  |  |  |            |  |  |  |
| | 12.Ivan Olgimuntovich of Halshany                   |  |  |  |  |  |  |  |  |            |  |  |  |
| |                                                     |  |  |  |  |  |  |  |  |            |  |  |  |
| |                                                     |  |  |  |  |  |  |  |  |            |  |  |  |
| |                                                     |  |  |  |  |  |  |  |  |            |  |  |  |
| | 6. Андреј Халшански                                 |  |  |  |  |  |  |  |  |            |  |  |  |
| |                                                     |  |  |  |  |  |  |  |  |            |  |  |  |
| |                                                     |  |  |  |  |  |  |  |  |            |  |  |  |
| |                                                     |  |  |  |  |  |  |  |  |            |  |  |  |
| | 13.Agrippina                                        |  |  |  |  |  |  |  |  |            |  |  |  |
| |                                                     |  |  |  |  |  |  |  |  |            |  |  |  |
| |                                                     |  |  |  |  |  |  |  |  |            |  |  |  |
| |                                                     |  |  |  |  |  |  |  |  |            |  |  |  |
| | 3. Софија Халшанска                                 |  |  |  |  |  |  |  |  |            |  |  |  |
| |                                                     |  |  |  |  |  |  |  |  |            |  |  |  |
| |                                                     |  |  |  |  |  |  |  |  |            |  |  |  |
| |                                                     |  |  |  |  |  |  |  |  |            |  |  |  |
| | 14.Dimitri of Drutsk (possibly Demetrius I Starshy) |  |  |  |  |  |  |  |  |            |  |  |  |
| |                                                     |  |  |  |  |  |  |  |  |            |  |  |  |
| |                                                     |  |  |  |  |  |  |  |  |            |  |  |  |
| |                                                     |  |  |  |  |  |  |  |  |            |  |  |  |
| | 7. Alexandra of Drutsk                              |  |  |  |  |  |  |  |  |            |  |  |  |
| |                                                     |  |  |  |  |  |  |  |  |            |  |  |  |
| |                                                     |  |  |  |  |  |  |  |  |            |  |  |  |